# Даньшуй (станция метро)
«Даньшуй» (англ. Tamsui; кит. 淡水) — конечная станция линии Даньшуй Тайбэйского метрополитена. Станция открыта 28 марта 1997 года в составе первого участка линии Даньшуй. Находится на территории района Даньшуй города Новый Тайбэй. Следующая станция — «Хуншулинь».

## Техническая характеристика
Станция «Даньшуй» — эстакадная с островной платформой. На станции есть два выхода, оснащенные эскалаторами. Также есть лифт для пожилых людей и инвалидов.  23 августа 2015 года на станции были установлены автоматические платформенные ворота.

## Близлежащие достопримечательности
От станции можно добраться на автобусе до бывшего испанского форта Сан-Доминго и до форта Хувэй.